# ميلاني ويلسون
ميلاني ويلسون (بالإنجليزية: Melanie Wilson)‏ هي مجدفة بريطانية، ولدت في 25 يونيو 1984 في ساوثهامبتون في المملكة المتحدة.

## وصلات خارجية
- ميلاني ويلسون على موقع الاتحاد الدولي للتجديف (الإنجليزية)
- ميلاني ويلسون على موقع اللجنة الأولمبية الدولية (الإنجليزية)
- ميلاني ويلسون على موقع أوليمبيديا (الإنجليزية)
- ميلاني ويلسون على موقع اللجنة الأولمبية البريطانية (الإنجليزية)